# Asiago (formatge)
L'asiago és un formatge de pasta premsada cuita elaborat amb llet de vaca a les regions del Vèneto i Trentino.